# Saint-Vigor
Saint-Vigor – miejscowość i gmina we Francji, w regionie Normandia, w departamencie Eure.
Według danych na rok 1990 gminę zamieszkiwało 236 osób, a gęstość zaludnienia wynosiła 36 osób/km² (wśród 1421 gmin Górnej Normandii Saint-Vigor plasuje się na 669. miejscu pod względem liczby ludności, natomiast pod względem powierzchni na miejscu 568.).